# Coudersport
Coudersport és una població dels Estats Units a l'estat de Pennsilvània. Segons el cens del 2000 tenia 2.650 habitants.

## Demografia
Segons el cens del 2000, Coudersport tenia 2.650 habitants, 1.101 habitatges, i 700 famílies. La densitat de població era de 180,5 habitants per quilòmetre quadrat.
Dels 1.101 habitatges en un 30,1% hi vivien nens de menys de 18 anys, en un 50,8% hi vivien parelles casades, en un 9,3% dones solteres, i en un 36,4% no eren unitats familiars. En el 32% dels habitatges hi vivien persones soles el 13,1% de les quals corresponia a persones de 65 anys o més que vivien soles. El nombre mitjà de persones vivint en cada habitatge era de 2,35 i el nombre mitjà de persones que vivien en cada família era de 3.
Per edats la població es repartia de la següent manera: un 25,3% tenia menys de 18 anys, un 7,1% entre 18 i 24, un 27,5% entre 25 i 44, un 22,8% de 45 a 60 i un 17,2% 65 anys o més.
L'edat mediana era de 38 anys. Per cada 100 dones de 18 o més anys hi havia 89,7 homes.
La renda mediana per habitatge era de 35.813 $ i la renda mediana per família de 44.053 $. Els homes tenien una renda mediana de 32.288 $ mentre que les dones 22.439 $. La renda per capita de la població era de 18.209 $. Entorn del 6,9% de les famílies i l'11% de la població estaven per davall del llindar de pobresa.

## Poblacions més properes
El següent diagrama mostra les poblacions més properes.